# Championnat du monde masculin de curling 2000
Navigation
Édition précédente Édition suivante
Le Championnat du monde masculin de curling 2000 (nom officiel : Ford World Men's Curling Championship) est la 41e édition de cette compétition de curling.

Il a été organisé en Écosse dans la ville de Glasgow, dans le Braehead Arena du 1er au 9 avril 2000.

## Équipes
| Canada | Danemark | Finlande | France |
| --- | --- | --- | --- |
| Royal City CC, New Westminster, British Columbia Skip: Greg McAulay Third: Brent Pierce Second: Bryan Miki Lead: Jody Sveistrup Remplaçant :' Darin Fenton | Hvidovre CC Skip: Ulrik Schmidt Third: Lasse Lavrsen Second: Brian Hansen Lead: Carsten Svensgaard Remplaçant :' Frants Gufler         | Helsinki CC Skip: Markku Uusipaavalniemi Third: Wille Mäkelä Second: Tommi Häti Lead: Jari Laukkanen Remplaçant :' Perttu Piilo | Megève CC Skip: Thierry Mercier Third: Cyrille Prunet Second: Eric Laffin Lead: Gerard Ravello Remplaçant :' Lionel Tournier |
| Japon | Norvège | Écosse | Suède |
| Miyota CC Skip: Hiroaki Kashiwagi Third: Kazuto Yanagizawa Second: Takanori Ichimura Lead: Keita Yanagizawa Remplaçant :' Yuki Inoue                       | Stabekk CC, Oslo Skip: Pål Trulsen Third: Lars Vågberg Second: Flemming Davanger Lead: Bent Ånund Ramsfjell Remplaçant :' Jan Thoresen | Inverness CC Skip: Robert Kelly Third: Neil Hampton Second: Tom Pendreigh Lead: Ross Hepburn Remplaçant :' Gordon Muirhead      | Östersunds CK Skip: Peter Lindholm Third: Tomas Nordin Second: Magnus Swartling Lead: Peter Narup Remplaçant :' Marcus Feldt |
| Suisse | États-Unis | | |
| Lausanne-Olympique CC Skip: Patrick Hürlimann Third: Dominic Andres Second: Martin Romang Lead: Diego Perren Remplaçant :' Patrik Lörtscher                | Madison CC, Wisconsin Skip: Craig Brown Third: Ryan Quinn Second: Jon Brunt Lead: John Dunlop Remplaçant :' Steve Brown                | | |

## Classement
| Pays       | Skip                   | V | D |
| ---------- | ---------------------- | - | - |
| Canada     | Greg McAulay           | 8 | 1 |
| Suède      | Peja Lindholm          | 7 | 2 |
| Finlande   | Markku Uusipaavalniemi | 7 | 2 |
| États-Unis | Craig Brown            | 5 | 4 |
| Danemark   | Ulrik Schmidt          | 4 | 5 |
| Suisse     | Patrick Hürlimann      | 4 | 5 |
| Norvège    | Pål Trulsen            | 4 | 5 |
| Écosse     | Robert Kelly           | 3 | 6 |
| France     | Thierry Mercier        | 2 | 7 |
| Japon      | Hiroaki Kashiwagi      | 1 | 8 |

*Légende: V = Victoire - D = Défaite

## Résultats

### Match 1
| Équipes            | 1 | 2 | 3 | 4 | 5 | 6 | 7 | 8 | 9 | 10 | Total |
| ------------------ | - | - | - | - | - | - | - | - | - | -- | ----- |
| Norvège (Trulsen)  | – | – | – | – | – | – | – | – | – | –  | 5     |
| Danemark (Schmidt) | – | – | – | – | – | – | – | – | – | –  | 6     |

| Équipes            | 1 | 2 | 3 | 4 | 5 | 6 | 7 | 8 | 9 | 10 | Total |
| ------------------ | - | - | - | - | - | - | - | - | - | -- | ----- |
| Suisse (Hürlimann) | – | – | – | – | – | – | – | – | – | –  | 6     |
| Écosse (Kelly)     | – | – | – | – | – | – | – | – | – | –  | 7     |

| Équipes                    | 1 | 2 | 3 | 4 | 5 | 6 | 7 | 8 | 9 | 10 | Total |
| -------------------------- | - | - | - | - | - | - | - | - | - | -- | ----- |
| Finlande (Uusipaavalniemi) | – | – | – | – | – | – | – | – | – | –  | 7     |
| Suède (Lindholm)           | – | – | – | – | – | – | – | – | – | –  | 8     |

| Équipes            | 1 | 2 | 3 | 4 | 5 | 6 | 7 | 8 | 9 | 10 | Total |
| ------------------ | - | - | - | - | - | - | - | - | - | -- | ----- |
| États-Unis (Brown) | – | – | – | – | – | – | – | – | – | –  | 10    |
| Japon (Kashiwagi)  | – | – | – | – | – | – | – | – | – | –  | 4     |

| Équipes          | 1 | 2 | 3 | 4 | 5 | 6 | 7 | 8 | 9 | 10 | Total |
| ---------------- | - | - | - | - | - | - | - | - | - | -- | ----- |
| France (Mercier) | – | – | – | – | – | – | – | – | – | –  | 2     |
| Canada (McAulay) | – | – | – | – | – | – | – | – | – | –  | 8     |

### Match 2
| Équipes          | 1 | 2 | 3 | 4 | 5 | 6 | 7 | 8 | 9 | 10 | Total |
| ---------------- | - | - | - | - | - | - | - | - | - | -- | ----- |
| France (Mercier) | – | – | – | – | – | – | – | – | – | –  | 1     |
| Écosse (Kelly)   | – | – | – | – | – | – | – | – | – | –  | 8     |

| Équipes                    | 1 | 2 | 3 | 4 | 5 | 6 | 7 | 8 | 9 | 10 | Total |
| -------------------------- | - | - | - | - | - | - | - | - | - | -- | ----- |
| Canada (McAulay)           | – | – | – | – | – | – | – | – | – | –  | 9     |
| Finlande (Uusipaavalniemi) | – | – | – | – | – | – | – | – | – | –  | 2     |

| Équipes            | 1 | 2 | 3 | 4 | 5 | 6 | 7 | 8 | 9 | 10 | Total |
| ------------------ | - | - | - | - | - | - | - | - | - | -- | ----- |
| Norvège (Trulsen)  | – | – | – | – | – | – | – | – | – | –  | 4     |
| Suisse (Hürlimann) | – | – | – | – | – | – | – | – | – | –  | 10    |

| Équipes          | 1 | 2 | 3 | 4 | 5 | 6 | 7 | 8 | 9 | 10 | Total |
| ---------------- | - | - | - | - | - | - | - | - | - | -- | ----- |
| Suède (Lindholm) | – | – | – | – | – | – | – | – | – | –  | 10    |
| France (Mercier) | – | – | – | – | – | – | – | – | – | –  | 2     |

| Équipes            | 1 | 2 | 3 | 4 | 5 | 6 | 7 | 8 | 9 | 10 | Total |
| ------------------ | - | - | - | - | - | - | - | - | - | -- | ----- |
| Danemark (Schmidt) | – | – | – | – | – | – | – | – | – | –  | 9     |
| États-Unis (Brown) | – | – | – | – | – | – | – | – | – | –  | 11    |

### Match 3
| Équipes                    | 1 | 2 | 3 | 4 | 5 | 6 | 7 | 8 | 9 | 10 | Total |
| -------------------------- | - | - | - | - | - | - | - | - | - | -- | ----- |
| Finlande (Uusipaavalniemi) | – | – | – | – | – | – | – | – | – | –  | 7     |
| Norvège (Trulsen)          | – | – | – | – | – | – | – | – | – | –  | 3     |

| Équipes            | 1 | 2 | 3 | 4 | 5 | 6 | 7 | 8 | 9 | 10 | Total |
| ------------------ | - | - | - | - | - | - | - | - | - | -- | ----- |
| Suède (Lindholm)   | – | – | – | – | – | – | – | – | – | –  | 9     |
| États-Unis (Brown) | – | – | – | – | – | – | – | – | – | –  | 6     |

| Équipes          | 1 | 2 | 3 | 4 | 5 | 6 | 7 | 8 | 9 | 10 | Total |
| ---------------- | - | - | - | - | - | - | - | - | - | -- | ----- |
| Écosse (Kelly)   | – | – | – | – | – | – | – | – | – | –  | 3     |
| France (Mercier) | – | – | – | – | – | – | – | – | – | –  | 7     |

| Équipes            | 1 | 2 | 3 | 4 | 5 | 6 | 7 | 8 | 9 | 10 | Total |
| ------------------ | - | - | - | - | - | - | - | - | - | -- | ----- |
| Canada (McAulay)   | – | – | – | – | – | – | – | – | – | –  | 11    |
| Danemark (Schmidt) | – | – | – | – | – | – | – | – | – | –  | 7     |

| Équipes            | 1 | 2 | 3 | 4 | 5 | 6 | 7 | 8 | 9 | 10 | Total |
| ------------------ | - | - | - | - | - | - | - | - | - | -- | ----- |
| Suisse (Hürlimann) | – | – | – | – | – | – | – | – | – | –  | 9     |
| Japon (Kashiwagi)  | – | – | – | – | – | – | – | – | – | –  | 5     |

### Match 4
| Équipes            | 1 | 2 | 3 | 4 | 5 | 6 | 7 | 8 | 9 | 10 | Total |
| ------------------ | - | - | - | - | - | - | - | - | - | -- | ----- |
| Danemark (Schmidt) | – | – | – | – | – | – | – | – | – | –  | 8     |
| Suisse (Hürlimann) | – | – | – | – | – | – | – | – | – | –  | 6     |

| Équipes           | 1 | 2 | 3 | 4 | 5 | 6 | 7 | 8 | 9 | 10 | Total |
| ----------------- | - | - | - | - | - | - | - | - | - | -- | ----- |
| France (Mercier)  | – | – | – | – | – | – | – | – | – | –  | 6     |
| Norvège (Trulsen) | – | – | – | – | – | – | – | – | – | –  | 5     |

| Équipes           | 1 | 2 | 3 | 4 | 5 | 6 | 7 | 8 | 9 | 10 | Total |
| ----------------- | - | - | - | - | - | - | - | - | - | -- | ----- |
| Japon (Kashiwagi) | – | – | – | – | – | – | – | – | – | –  | 2     |
| Canada (McAulay)  | – | – | – | – | – | – | – | – | – | –  | 11    |

| Équipes          | 1 | 2 | 3 | 4 | 5 | 6 | 7 | 8 | 9 | 10 | Total |
| ---------------- | - | - | - | - | - | - | - | - | - | -- | ----- |
| Écosse (Kelly)   | – | – | – | – | – | – | – | – | – | –  | 2     |
| Suède (Lindholm) | – | – | – | – | – | – | – | – | – | –  | 10    |

| Équipes                    | 1 | 2 | 3 | 4 | 5 | 6 | 7 | 8 | 9 | 10 | Total |
| -------------------------- | - | - | - | - | - | - | - | - | - | -- | ----- |
| États-Unis (Brown)         | – | – | – | – | – | – | – | – | – | –  | 4     |
| Finlande (Uusipaavalniemi) | – | – | – | – | – | – | – | – | – | –  | 9     |

### Match 5
| Équipes          | 1 | 2 | 3 | 4 | 5 | 6 | 7 | 8 | 9 | 10 | Total |
| ---------------- | - | - | - | - | - | - | - | - | - | -- | ----- |
| Suède (Lindholm) | – | – | – | – | – | – | – | – | – | –  | 3     |
| Canada (McAulay) | – | – | – | – | – | – | – | – | – | –  | 0     |

| Équipes            | 1 | 2 | 3 | 4 | 5 | 6 | 7 | 8 | 9 | 10 | Total |
| ------------------ | - | - | - | - | - | - | - | - | - | -- | ----- |
| États-Unis (Brown) | – | – | – | – | – | – | – | – | – | –  | 8     |
| Suisse (Hürlimann) | – | – | – | – | – | – | – | – | – | –  | 4     |

| Équipes                    | 1 | 2 | 3 | 4 | 5 | 6 | 7 | 8 | 9 | 10 | Total |
| -------------------------- | - | - | - | - | - | - | - | - | - | -- | ----- |
| France (Mercier)           | – | – | – | – | – | – | – | – | – | –  | 5     |
| Finlande (Uusipaavalniemi) | – | – | – | – | – | – | – | – | – | –  | 9     |

| Équipes           | 1 | 2 | 3 | 4 | 5 | 6 | 7 | 8 | 9 | 10 | Total |
| ----------------- | - | - | - | - | - | - | - | - | - | -- | ----- |
| Japon (Kashiwagi) | – | – | – | – | – | – | – | – | – | –  | 1     |
| Norvège (Trulsen) | – | – | – | – | – | – | – | – | – | –  | 14    |

| Équipes            | 1 | 2 | 3 | 4 | 5 | 6 | 7 | 8 | 9 | 10 | Total |
| ------------------ | - | - | - | - | - | - | - | - | - | -- | ----- |
| Écosse (Kelly)     | – | – | – | – | – | – | – | – | – | –  | 8     |
| Danemark (Schmidt) | – | – | – | – | – | – | – | – | – | –  | 5     |

### Match 6
| Équipes           | 1 | 2 | 3 | 4 | 5 | 6 | 7 | 8 | 9 | 10 | Total |
| ----------------- | - | - | - | - | - | - | - | - | - | -- | ----- |
| France (Mercier)  | – | – | – | – | – | – | – | – | – | –  | 3     |
| Japon (Kashiwagi) | – | – | – | – | – | – | – | – | – | –  | 11    |

| Équipes          | 1 | 2 | 3 | 4 | 5 | 6 | 7 | 8 | 9 | 10 | Total |
| ---------------- | - | - | - | - | - | - | - | - | - | -- | ----- |
| Écosse (Kelly)   | – | – | – | – | – | – | – | – | – | –  | 4     |
| Canada (McAulay) | – | – | – | – | – | – | – | – | – | –  | 7     |

| Équipes            | 1 | 2 | 3 | 4 | 5 | 6 | 7 | 8 | 9 | 10 | Total |
| ------------------ | - | - | - | - | - | - | - | - | - | -- | ----- |
| États-Unis (Brown) | – | – | – | – | – | – | – | – | – | –  | 5     |
| Norvège (Trulsen)  | – | – | – | – | – | – | – | – | – | –  | 7     |

| Équipes                    | 1 | 2 | 3 | 4 | 5 | 6 | 7 | 8 | 9 | 10 | Total |
| -------------------------- | - | - | - | - | - | - | - | - | - | -- | ----- |
| Danemark (Schmidt)         | – | – | – | – | – | – | – | – | – | –  | 6     |
| Finlande (Uusipaavalniemi) | – | – | – | – | – | – | – | – | – | –  | 11    |

| Équipes            | 1 | 2 | 3 | 4 | 5 | 6 | 7 | 8 | 9 | 10 | Total |
| ------------------ | - | - | - | - | - | - | - | - | - | -- | ----- |
| Suède (Lindholm)   | – | – | – | – | – | – | – | – | – | –  | 8     |
| Suisse (Hürlimann) | – | – | – | – | – | – | – | – | – | –  | 5     |

### Match 7
| Équipes            | 1 | 2 | 3 | 4 | 5 | 6 | 7 | 8 | 9 | 10 | Total |
| ------------------ | - | - | - | - | - | - | - | - | - | -- | ----- |
| Écosse (Kelly)     | – | – | – | – | – | – | – | – | – | –  | 2     |
| États-Unis (Brown) | – | – | – | – | – | – | – | – | – | –  | 8     |

| Équipes                    | 1 | 2 | 3 | 4 | 5 | 6 | 7 | 8 | 9 | 10 | Total |
| -------------------------- | - | - | - | - | - | - | - | - | - | -- | ----- |
| Finlande (Uusipaavalniemi) | – | – | – | – | – | – | – | – | – | –  | 7     |
| Japon (Kashiwagi)          | – | – | – | – | – | – | – | – | – | –  | 6     |

| Équipes            | 1 | 2 | 3 | 4 | 5 | 6 | 7 | 8 | 9 | 10 | Total |
| ------------------ | - | - | - | - | - | - | - | - | - | -- | ----- |
| Suède (Lindholm)   | – | – | – | – | – | – | – | – | – | –  | 8     |
| Danemark (Schmidt) | – | – | – | – | – | – | – | – | – | –  | 4     |

| Équipes            | 1 | 2 | 3 | 4 | 5 | 6 | 7 | 8 | 9 | 10 | Total |
| ------------------ | - | - | - | - | - | - | - | - | - | -- | ----- |
| France (Mercier)   | – | – | – | – | – | – | – | – | – | –  | 4     |
| Suisse (Hürlimann) | – | – | – | – | – | – | – | – | – | –  | 8     |

| Équipes           | 1 | 2 | 3 | 4 | 5 | 6 | 7 | 8 | 9 | 10 | Total |
| ----------------- | - | - | - | - | - | - | - | - | - | -- | ----- |
| Canada (McAulay)  | – | – | – | – | – | – | – | – | – | –  | 6     |
| Norvège (Trulsen) | – | – | – | – | – | – | – | – | – | –  | 4     |

### Match 8
| Équipes                    | 1 | 2 | 3 | 4 | 5 | 6 | 7 | 8 | 9 | 10 | Total |
| -------------------------- | - | - | - | - | - | - | - | - | - | -- | ----- |
| Suisse (Hürlimann)         | – | – | – | – | – | – | – | – | – | –  | 7     |
| Finlande (Uusipaavalniemi) | – | – | – | – | – | – | – | – | – | –  | 10    |

| Équipes            | 1 | 2 | 3 | 4 | 5 | 6 | 7 | 8 | 9 | 10 | Total |
| ------------------ | - | - | - | - | - | - | - | - | - | -- | ----- |
| Danemark (Schmidt) | – | – | – | – | – | – | – | – | – | –  | 7     |
| France (Mercier)   | – | – | – | – | – | – | – | – | – | –  | 4     |

| Équipes            | 1 | 2 | 3 | 4 | 5 | 6 | 7 | 8 | 9 | 10 | Total |
| ------------------ | - | - | - | - | - | - | - | - | - | -- | ----- |
| Canada (McAulay)   | – | – | – | – | – | – | – | – | – | –  | 8     |
| États-Unis (Brown) | – | – | – | – | – | – | – | – | – | –  | 4     |

| Équipes           | 1 | 2 | 3 | 4 | 5 | 6 | 7 | 8 | 9 | 10 | Total |
| ----------------- | - | - | - | - | - | - | - | - | - | -- | ----- |
| Norvège (Trulsen) | – | – | – | – | – | – | – | – | – | –  | 7     |
| Écosse (Kelly)    | – | – | – | – | – | – | – | – | – | –  | 3     |

| Équipes           | 1 | 2 | 3 | 4 | 5 | 6 | 7 | 8 | 9 | 10 | Total |
| ----------------- | - | - | - | - | - | - | - | - | - | -- | ----- |
| Japon (Kashiwagi) | – | – | – | – | – | – | – | – | – | –  | 6     |
| Suède (Lindholm)  | – | – | – | – | – | – | – | – | – | –  | 10    |

### Match 9
| Équipes            | 1 | 2 | 3 | 4 | 5 | 6 | 7 | 8 | 9 | 10 | Total |
| ------------------ | - | - | - | - | - | - | - | - | - | -- | ----- |
| États-Unis (Brown) | – | – | – | – | – | – | – | – | – | –  | 4     |
| France (Mercier)   | – | – | – | – | – | – | – | – | – | –  | 2     |

| Équipes           | 1 | 2 | 3 | 4 | 5 | 6 | 7 | 8 | 9 | 10 | Total |
| ----------------- | - | - | - | - | - | - | - | - | - | -- | ----- |
| Norvège (Trulsen) | – | – | – | – | – | – | – | – | – | –  | 6     |
| Suède (Lindholm)  | – | – | – | – | – | – | – | – | – | –  | 2     |

| Équipes            | 1 | 2 | 3 | 4 | 5 | 6 | 7 | 8 | 9 | 10 | Total |
| ------------------ | - | - | - | - | - | - | - | - | - | -- | ----- |
| Danemark (Schmidt) | – | – | – | – | – | – | – | – | – | –  | 10    |
| Japon (Kashiwagi)  | – | – | – | – | – | – | – | – | – | –  | 3     |

| Équipes            | 1 | 2 | 3 | 4 | 5 | 6 | 7 | 8 | 9 | 10 | Total |
| ------------------ | - | - | - | - | - | - | - | - | - | -- | ----- |
| Suisse (Hürlimann) | – | – | – | – | – | – | – | – | – | –  | 8     |
| Canada (McAulay)   | – | – | – | – | – | – | – | – | – | –  | 7     |

| Équipes                    | 1 | 2 | 3 | 4 | 5 | 6 | 7 | 8 | 9 | 10 | Total |
| -------------------------- | - | - | - | - | - | - | - | - | - | -- | ----- |
| Finlande (Uusipaavalniemi) | – | – | – | – | – | – | – | – | – | –  | 7     |
| Écosse (Kelly)             | – | – | – | – | – | – | – | – | – | –  | 3     |

### Playoffs
|  | Demi-finales | Demi-finales |        |   | Finale | Finale |
|  | Demi-finales | Demi-finales |        |   | Finale | Finale |
|  |              |              |        |   |        |        |
|  |              |              |        |   |        |        |
|  |              |              |        |   |        |        |
|  | Canada       | 11           |        |   |        |        |
|  | Canada       | 11           |        |   |        |        |
|  | États-Unis   | 3            |        |   |        |        |
|  | États-Unis   | 3            | Canada | 9 |        |        |
|  |              |              | Canada | 9 |        |        |
|  |              | Suède        | 4      |   |        |        |
|  | Suède        | Suède        | 4      | 9 |        |        |
|  | Suède        |              |        | 9 |        |        |
|  | Finlande     | 2            |        |   |        |        |
|  | Finlande     | 2            |        |   |        |        |

|  | Médaille de Bronze |            |   |
|  |                    |            |   |
|  | Finlande           | Finlande   | 9 |
|  | États-Unis         | États-Unis | 4 |

#### Finale
| Équipes          | 1 | 2 | 3 | 4 | 5 | 6 | 7 | 8 | 9 | 10 | Total |
| ---------------- | - | - | - | - | - | - | - | - | - | -- | ----- |
| Canada (McAulay) | 1 | 1 | 0 | 2 | 1 | 0 | 2 | 0 | 2 | X  | 9     |
| Suède (Lindholm) | 0 | 0 | 2 | 0 | 0 | 1 | 0 | 1 | 0 | X  | 4     |

| Champion du monde de curling 2000 |
| --------------------------------- |
| Canada 26e titre                  |